# Copperplate Gothic
Copperplate Gothic est une police de caractères avec empattements dessinée par Frederic Goudy et publiée en 1901 par American Type Founders.